# Treptichnus pedum

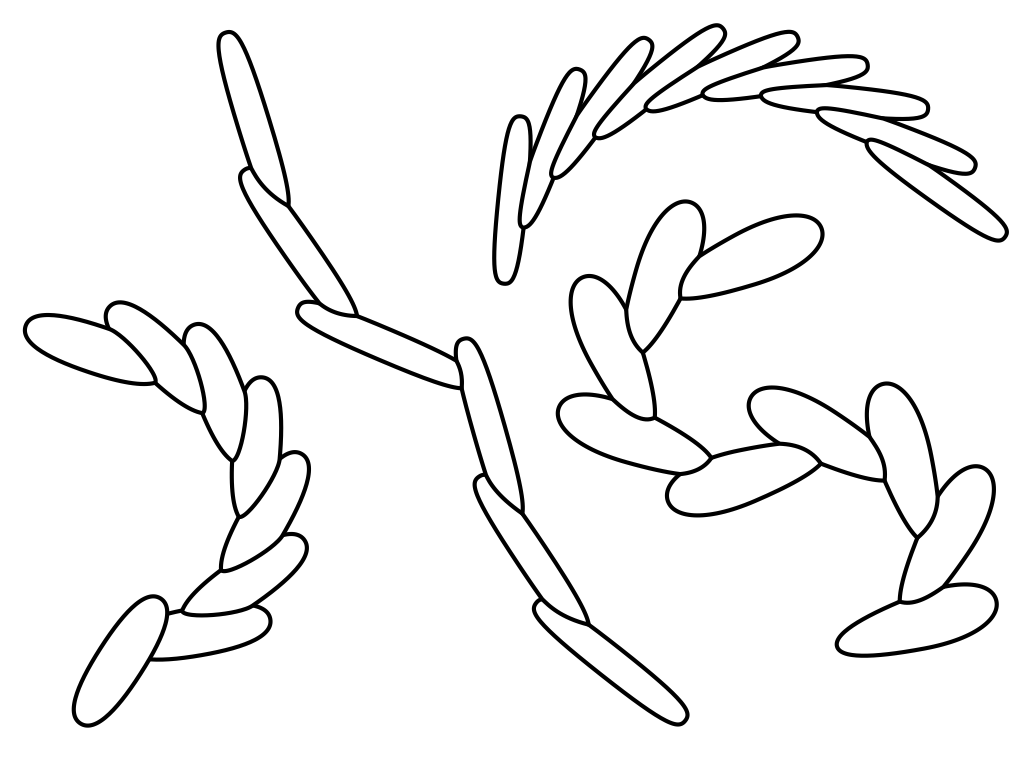
Vue latérale des terriers fossiles nommés Treptichnus pedum.

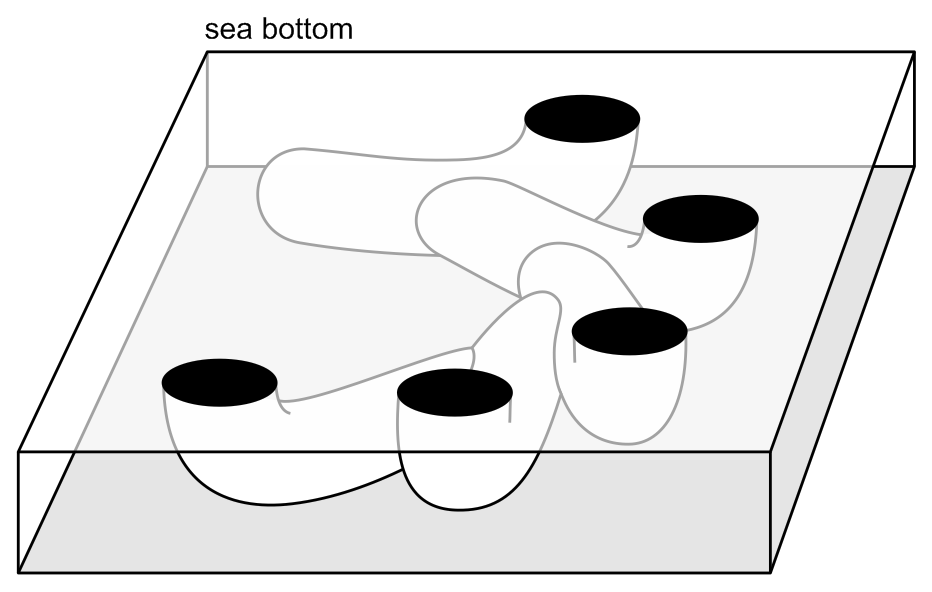
Vue 3D des terriers fossiles nommés Treptichnus pedum.

Treptichnus pedum est une ichno-espèce de traces fossiles complexes enregistrées dans les sédiments de fond de mer, un peu partout dans le Monde, juste avant la limite entre l'Édiacarien (Précambrien) et le Cambrien,. 
La première apparition de cet ichnofossile est contemporaine des tout derniers représentants de la faune d'Ediacara, il y a environ entre 542 Ma (millions d'années), tandis que sa disparition sert de marqueur stratigraphique pour définir le début du Cambrien et donc de l'éon du Phanérozoïque.

## Étymologie
Le nom Treptichnus est composé de deux mots du grec ancien « Trepô », « tourner », et  « Íchnos », « trace ou piste », pour signifier « une piste qui tourne ».

## Anciens noms de l'ichno-espèce
L'ichno-espèce a été successivement attribuée à plusieurs  ichno-genres, Phycodes pedum, Manykodes pedum par J. Dzik ou Trichophycus pedum.

## Description
Treptichnus pedum correspond à des traces d'activité animale sur les fonds marins (déplacement, recherche de nourriture, etc.). Les animaux responsables de ces traces ne sont pas connus directement car aucun reste ou empreinte fossiles de ceux-ci ne sont enregistrés dans les sédiments.
Il s'agit de réseaux complexes de terriers en trois dimensions. À partir d'un terrier central, souvent sinueux ou en boucle, partent des réseaux de nombreux terriers secondaires qui rappellent « un ventilateur ou une corde tordue ».   
Les organismes responsables de ces traces sont considérés comme bien plus complexes que les animaux de la faune d'Ediacara ayant vécu juste avant.

## Interprétation
La recherche des organismes ayant créé ces terriers a fait l'objet de nombreuses hypothèses ; il a même été envisagé qu'ils ne soient pas d'origine animale.  
En 2010, Jean Vannier, Ivan Calandra, Christian Gaillard et Anna Zylinska font état de résultats obtenus avec des vers priapuliens actuels. Les traces du déplacement sur le sédiment boueux des rares espèces de priapuliens encore existantes (« fossiles vivants ») montrent de grandes similitudes avec ces traces fossiles.
Les auteurs en concluent que Treptichnus a été généré par une activité de fouissage des sédiments du fond de la mer, à la recherche de nourriture, par des vers priapuliens. Cette interprétation est corroborée par l'analyse du contenu stomacal des vers priapuliens connus dans les schistes de Burgess d'âge Cambrien moyen, c'est-à-dire environ 35 Ma (millions d'années) plus tard. Leur estomac renferme une grande variété de restes de petits animaux vivants sur le fond marin (mollusques, trilobites, brachiopodes, etc.), prouvant ainsi l'existence d'une chaîne alimentaire complexe et le fait que ces vers se déplaçaient pour capturer leurs proies.